# Chích lưng hạt dẻ
Prunella immaculata là một loài chim trong họ Prunellidae.